# Oleg Perepetchonov
Oleg Alexandrovitch Perepetchonov (em russo:  Олег Александрович Перепечёнов; 6 de setembro de 1975, em Tashkent, Uzbequistão) é um halterofilista da Rússia.
Oleg Perepetchonov inicialmente ganhara medalha de bronze em halterofilismo nos Jogos Olímpicos de 2004 na categoria até 77 kg, com 365 kg no total combinado (170 no arranque e 195 no arremesso), atrás do turco Taner Sagir com 375 kg (172,5+202,5) e do cazaque Serguei Filimonov com 372,5 kg (172,5+200). Mas em 12 de fevereiro de 2013, o Comitê Olímpico Internacional cassou a medalha de Perepetchonov por ter sido constatado clenbuterol em novo exame antidoping.
Ele foi por duas vezes vice-campeão mundial e ainda por duas vezes campeão europeu.
Quadro de resultados
| Ano  | Competição                | Lugar              | Total     | Posição | Arranque | Posição | Arremesso | Posição | Classe de peso |
| ---- | ------------------------- | ------------------ | --------- | ------- | -------- | ------- | --------- | ------- | -------------- |
| 1995 | Campeonato Europeu Júnior | Riesa              | 312,5 kg  | 3.      | 140 kg   | 3.      | 172,5 kg  | 2.      | –70 kg         |
| 1997 | Campeonato Mundial        | Chiang Mai         | 342,5 kg  | 6.      | 155 kg   | 7.      | 187,5 kg  | 6.      | –76 kg         |
| 1998 | Campeonato Europeu        | Riesa              | 355 kg    | 4.      | 157,5 kg | 6.      | 197,5 kg  | 2.      | –77 kg         |
| 1998 | Campeonato Mundial        | Lahti              | Sem marca |         | 160 kg   | 8.      |           |         | –77 kg         |
| 1999 | Campeonato Mundial        | Atenas             | 345 kg    | 17.     | 152,5 kg | 19.     | 192,5 kg  | 12.     | –77 kg         |
| 2000 | Campeonato Europeu        | Sofia              | 340 kg    | 9.      | 150 kg   | 12.     | 190 kg    | 6.      | –77 kg         |
| 2001 | Campeonato Europeu        | Trenčín            | 375 kg    | 1.      | 165 kg   | 1.      | 210 kg    | 1.      | –77 kg         |
| 2001 | Campeonato Mundial        | Antália            | 360 kg    | 2.      | 160 kg   | 4.      | 200 kg    | 2.      | –77 kg         |
| 2002 | Campeonato Europeu        | Antália            | 360 kg    | 4.      | 165 kg   | 3.      | 195 kg    | 4.      | –77 kg         |
| 2002 | Campeonato Mundial        | Varsóvia           | 367,5 kg  | 2.      | 165 kg   | 4.      | 202,5 kg  | 1.      | –77 kg         |
| 2004 | Jogos Olímpicos *         | Atenas             | 365 kg    | DSQ     | 170 kg   |         | 195 kg    |         | –77 kg         |
| 2005 | Campeonato Mundial        | Doha               | 380 kg    | 4.      | 175 kg   | 2.      | 205 kg    | 5.      | -85 kg         |
| 2006 | Campeonato Mundial        | Santo Domingo      | Sem marca |         |          |         | 198 kg    | 1.      | –77 kg         |
| 2007 | Campeonato Mundial        | Chiang Mai         | 353 kg    | 6.      | 163 kg   | 3.      | 190 kg    | 8.      | –77 kg         |
| 2008 | Campeonato Europeu        | Lignano Sabbiadoro | 362 kg    | 1.      | 164 kg   | 2.      | 198 kg    | 2.      | –77 kg         |
| 2008 | Jogos Olímpicos *         | Pequim             | 354 kg    | 5.      | 162 kg   |         | 192 kg    |         | –77 kg         |

* Nos Jogos Olímpicos as medalhas são dadas somente para o total combinado
Quadro de recordes

Ele definiu dois recordes mundiais na categoria até 77 kg — um no arremesso e um no total combinado, que foram:
| Data      | Disciplina | Marca  | Classe de peso | Lugar   |
| --------- | ---------- | ------ | -------------- | ------- |
| 27.4.2004 | Arremesso  | 210 kg | –77 kg         | Trenčín |
| 27.4.2004 | Total      | 375 kg | –77 kg         | Trenčín |